# Wznowienie postępowania
Wznowienie postępowania – instytucja prawa procesowego, która daje możliwość uchylenia prawomocnego orzeczenia sądu albo ostatecznej decyzji administracyjnej lub postanowienia w postępowaniu administracyjnym i ponownego rozpoznania sprawy wskutek zaistnienia nadzwyczajnych przyczyn wymienionych w ustawie.

## Postępowanie administracyjne
Instytucja uregulowana w Kodeksie postępowania administracyjnego.
Podstawy do wznowienia postępowania zawiera Rozdział 12 K.p.a. (art. 145-145b).
W sprawie zakończonej decyzją ostateczną wznawia się postępowanie, jeżeli:
- dowody, na których podstawie ustalono istotne dla sprawy okoliczności faktyczne, okazały się fałszywe (termin – do 10 lat od dnia doręczenia lub ogłoszenia decyzji);
- decyzja wydana została w wyniku przestępstwa (termin – do 10 lat od dnia doręczenia lub ogłoszenia decyzji);
- decyzja wydana została przez pracownika lub organ administracji publicznej, który podlega wyłączeniu stosownie do art. 24, 25 i 27 (termin – do 5 lat od dnia doręczenia lub ogłoszenia decyzji);
- strona bez własnej winy nie brała udziału w postępowaniu (termin – do 5 lat od dnia doręczenia lub ogłoszenia decyzji);
- wyjdą na jaw istotne dla sprawy nowe okoliczności faktyczne lub nowe dowody istniejące w dniu wydania decyzji, nieznane organowi, który wydał decyzję (termin – do 5 lat od dnia doręczenia lub ogłoszenia decyzji);
- decyzja wydana została bez uzyskania wymaganego prawem stanowiska innego organu (termin – do 5 lat od dnia doręczenia lub ogłoszenia decyzji);
- zagadnienie wstępne zostało rozstrzygnięte przez właściwy organ lub sąd odmiennie od oceny przyjętej przy wydaniu decyzji (art. 100 § 2) (termin – do 5 lat od dnia doręczenia lub ogłoszenia decyzji);
- decyzja została wydana w oparciu o inną decyzję lub orzeczenie sądu, które zostało następnie uchylone lub zmienione (termin – do 5 lat od dnia doręczenia lub ogłoszenia decyzji);
- gdy Trybunał Konstytucyjny orzekł o niezgodności aktu normatywnego z Konstytucją, umową międzynarodową lub z ustawą, na podstawie którego została wydana decyzja (termin na wniesienie podania o wznowienie – do miesiąca od dnia wejścia w życie orzeczenia Trybunału Konstytucyjnego);
- zostało wydane orzeczenie sądu stwierdzające naruszenie zasady równego traktowania, zgodnie z ustawą z dnia 3 grudnia 2010 r. o wdrożeniu niektórych przepisów Unii Europejskiej w zakresie równego traktowania (Dz.U. z 2024 r. poz. 1175), jeżeli naruszenie tej zasady miało wpływ na rozstrzygnięcie sprawy zakończonej decyzją ostateczną (termin na wniesienie podania o wznowienie – do miesiąca od dnia uprawomocnienia się orzeczenia sądu);
- zostało wydane orzeczenie Trybunału Sprawiedliwości Unii Europejskiej, które ma wpływ na treść wydanej decyzji (termin na wniesienie podania o wznowienie – do miesiąca od dnia publikacji orzeczenia TSUE w Dzienniku Urzędowym Unii Europejskiej).

Wznowienie postępowania następuje z urzędu lub na żądanie strony (wyłącznie na żądanie strony w przypadku. gdy podstawą wznowienia ma być orzeczenie TK, TSUE albo gdy strona bez własnej winy nie brała udziału w postępowaniu, albo gdy naruszono zasadę równego traktowania). Podanie o wznowienie postępowania wnosi się do organu administracji publicznej, który wydał w sprawie decyzję w pierwszej instancji, w terminie jednego miesiąca od dnia, w którym strona dowiedziała się o okoliczności stanowiącej podstawę do wznowienia postępowania.
Wznowienie postępowania oraz odmowa wznowienia postępowania następują w drodze postanowienia (art. 149).

## Postępowanie cywilne
Instytucja uregulowana w Kodeksie postępowania cywilnego. Chodzi o sprawę zakończoną prawomocnym wyrokiem lub wyjątkowo postanowieniem.

### Podstawy wznowienia
Postępowanie może zostać wznowione:
- jeżeli w składzie sądu uczestniczyła osoba nieuprawniona albo jeżeli orzekał sędzia wyłączony z mocy ustawy, a strona przed uprawomocnieniem się wyroku nie mogła domagać się wyłączenia;
- jeżeli strona nie miała zdolności sądowej lub procesowej albo nie była należycie reprezentowana bądź jeżeli wskutek naruszenia przepisów prawa była pozbawiona możności działania; nie można jednak żądać wznowienia, jeżeli przed uprawomocnieniem się wyroku niemożność działania ustała lub brak reprezentacji był podniesiony w drodze zarzutu albo strona potwierdziła dokonane czynności procesowe.
- w wypadku, gdy Trybunał Konstytucyjny orzekł o niezgodności aktu normatywnego z Konstytucją, ratyfikowaną umową międzynarodową lub z ustawą, na podstawie którego zostało wydane orzeczenie.
- wyrok został oparty na dokumencie podrobionym lub przerobionym albo na skazującym wyroku karnym, następnie uchylonym;
- wyrok został uzyskany za pomocą przestępstwa (jedynie wówczas, gdy czyn został ustalony prawomocnym wyrokiem skazującym, chyba że postępowanie karne nie może być wszczęte lub że zostało umorzone z innych przyczyn niż brak dowodów).
- w razie późniejszego wykrycia takich faktów lub środków dowodowych, które mogłyby mieć wpływ na wynik sprawy, a z których strona nie mogła skorzystać w poprzednim postępowaniu.
- w razie późniejszego wykrycia prawomocnego wyroku dotyczącego tego samego stosunku prawnego (w tym wypadku przedmiotem rozpoznania przez sąd jest nie tylko zaskarżony wyrok, lecz są również z urzędu inne prawomocne wyroki dotyczące tego samego stosunku prawnego).
- jeżeli na treść wyroku miało wpływ postanowienie niekończące postępowania w sprawie, wydane na podstawie aktu normatywnego uznanego przez Trybunał Konstytucyjny za niezgodny z Konstytucją, ratyfikowaną umową międzynarodową lub z ustawą, uchylone lub zmienione zgodnie z art. 4161 Kodeksu postępowania cywilnego[1].

### Właściwość sądu
Sądem właściwym:
- do wznowienia z przyczyn nieważności jest sąd, który wydał zaskarżone orzeczenie (gdy jednak zaskarżono orzeczenia różnych instancji - sąd wyższej instancji),
- do wznowienia na innej podstawie jest sąd, który ostatnio orzekał co do istoty sprawy[1].

### Warunki formalne skargi o wznowienie
Skarga musi spełniać warunki wymagane dla pozwu, a ponadto musi zawierać:
- oznaczenie zaskarżonego orzeczenia,
- przywołanie podstawy wznowienia i jej uzasadnienie,
- okoliczności, które stwierdzają zachowanie terminu do wniesienia skargi,
- wniosek o uchylenie tudzież zmianę zaskarżonego orzeczenia[1].

### Termin do wniesienia skargi
Skargę o wznowienie wnosi się w terminie 3 miesięcy, przy czym termin ten liczy się:
- od dnia, w którym strona dowiedziała się o podstawie wznowienia,
- od dnia, w którym strona, jej przedstawiciel ustawowy lub organ dowiedział się o wyroku; ma to miejsce w przypadku, gdy podstawę wznowienia stanowi pozbawienie możliwości działania lub brak należytej reprezentacji[1].

Po upływie lat 10 od uprawomocnienia się wyroku nie można żądać wznowienia, z wyjątkiem przypadku, gdy strona była pozbawiona możności działania lub nie była należycie reprezentowana.

### Skutki ponownego rozpoznania sprawy
Wskutek ponownego rozpoznania sprawy (czyli rozpoznania sprawy "na nowo" i w granicach, jakie zakreśla podstawa wznowienia postępowania) sąd może:
- oddalić skargę,
- uwzględnić skargę, co wiązać się może ze zmianą zaskarżonego orzeczenia bądź jego uchyleniem (i w razie potrzeby odrzuceniem pozwu lub umorzeniem postępowania)[1].

W sytuacji zaś, gdy podstawę wznowienia postępowania stanowiło późniejsze wykrycie prawomocnego wyroku dotyczącego tego samego stosunku prawnego, sąd może:
- uchylić jeden z wyroków dotyczących tego samego stosunku prawnego a utrzymać w mocy inny prawomocny wyrok,
- uchylić wszystkie prawomocne wyroki dotyczące tego samego stosunku prawnego i orzec co do istoty sprawy lub przekazać sprawę właściwemu sądowi pierwszej instancji, by rozpoznał i rozstrzygnął o tym stosunku prawnym[1].

Jeżeli sąd uchyla bądź zmienia wyrok, to - na wniosek skarżącego - w orzeczeniu, które kończy postępowanie w sprawie, orzeka o zwrocie spełnionego albo wyegzekwownego świadczenia lub o przywróceniu stanu poprzedniego.
Istotne jest to, że powyższe nie wyklucza możliwości dochodzenia w osobnym procesie naprawienia szkody poniesionej wskutek wydania lub wykonania wyroku. Dochodzić naprawienia szkody można również od Skarbu Państwa.
Dalsze wznowienie postępowania zakończonego prawomocnym orzeczeniem wydanym na skutek skargi o wnowienie jest niedopuszczalne, chyba że Trybunał Konstytucyjny orzekł o niezgodności aktu normatywnego z Konstytucją, ratyfikowaną umową międzynarodową lub z ustawą, na podstawie którego zostało wydane orzeczenie.

### Postępowanie nieprocesowe
Postępowanie nieprocesowe można wznowić na żądanie uczestnika, jeżeli nie jest dopuszczalne uchylenie lub zmiana postanowienia rozstrzygającego sprawę co do istoty. Nie można wznawiać postępowania wieczystoksięgowego.

## Postępowanie karne
Instytucja uregulowana w Kodeks postępowania karnego, jest w polskim prawie karnym drugim, obok kasacji nadzwyczajnym środkiem zaskarżenia.
Wznowienie nie jest ograniczone żadnym terminem, gdy jest inicjowane na wniosek strony. Wznowienie na niekorzyść oskarżonego jest niemożliwe, jeśli od uprawomocnienia się orzeczenia upłynął rok.
Wznowienie z urzędu jest możliwe w każdym czasie.
Podstawy do wznowienia postępowania zawiera Rozdział 56 K.p.k. (art. 540, 540a oraz 542 § 3), a także art. 11 § 3 K.p.k.
Podstawy wznowienia:
- w związku z postępowaniem dopuszczono się przestępstwa, które musi być stwierdzone prawomocnym wyrokiem skazującym, chyba że orzeczenie takie nie może zapaść z powodu przyczyn wymienionych w art. 17 § 1 pkt 3-11 lub w art. 22 kpk), a istnieje uzasadniona podstawa do przyjęcia, że mogło ono mieć wpływ na treść orzeczenia (jedyny przypadek, gdy można wznowić na niekorzyść oskarżonego),
- po wydaniu orzeczenia ujawnią się nowe fakty lub dowody nieznane przedtem sądowi, wskazujące na to, że skazany nie popełnił czynu albo czyn jego nie stanowił przestępstwa lub nie podlegał karze, skazano go za przestępstwo zagrożone karą surowszą albo nie uwzględniono okoliczności zobowiązujących do nadzwyczajnego złagodzenia kary albo też błędnie przyjęto okoliczności wpływające na nadzwyczajne obostrzenie kary, sąd umorzył lub warunkowo umorzył postępowanie karne błędnie przyjmując popełnienie przez oskarżonego zarzucanego mu czynu (wznawia się tylko na korzyść oskarżonego),
- w wyniku orzeczenia Trybunału Konstytucyjnego stracił moc lub uległ zmianie przepis prawny będący podstawą skazania lub warunkowego umorzenia (wznawia się tylko na korzyść oskarżonego),
- gdy potrzeba taka wynika z rozstrzygnięcia organu międzynarodowego działającego na mocy umowy międzynarodowej ratyfikowanej przez Rzeczpospolitą Polską (wznawia się tylko na korzyść oskarżonego).

Właściwość sądu:
- sąd okręgowy, gdy postępowanie zakończonego orzeczeniem sądu rejonowego,
- sąd apelacyjny, gdy postępowanie zakończonego orzeczeniem sądu okręgowego,
- Sąd Najwyższy, gdy postępowanie zakończonego orzeczeniem sądu apelacyjnego lub Sądu Najwyższego.

Sąd orzeka w składzie trzech sędziów. W kwestii wznowienia postępowania sąd orzeka na posiedzeniu bez udziału stron, chyba że prezes sądu lub sąd postanowi inaczej.
Wniosek o wznowienie postępowania, jeżeli nie pochodzi od prokuratora, powinien być sporządzony i podpisany przez adwokata albo radcę prawnego, albo radcę Prokuratorii Generalnej Rzeczypospolitej Polskiej (tzw. przymus adwokacki).

## Postępowanie administracyjnosądowe
Wznowienie postępowania administracyjnosądowego reguluje Prawo o postępowaniu przed sądami administracyjnymi. Żądanie wznowienia postępowania jest dopuszczalne po wydaniu prawomocnego orzeczenia. 

### Podstawy wznowienia
Podstawy do wznowienia są identyczne jak w przypadku postępowania cywilnego. Jednakże można żądać wznowienia postępowania także, gdy wynika to z orzeczenia Europejskiego Trybunału Człowieka. Ponadto od 26 stycznia 2021 r. można żądać wznowienia postępowania, gdy zostało wydane orzeczenie Trybunału Sprawiedliwości Unii Europejskiej, które ma wpływ na treść wydanego orzeczenia.

### Właściwość sądu
Do wznowienia z przyczyn nieważności właściwy jest sąd, który wydał zaskarżone orzeczenie (gdy jednak zaskarżono orzeczenia obu instancji - Naczelny Sąd Administracyjny), natomiast do wznowienia na innej podstawie właściwy jest sąd, który ostatnio orzekał w sprawie. 

### Termin na wniesienie skargi
Termin na wniesienie skargi o wznowienie jest taki sam jak w postępowaniu cywilnym. Jednakże mózna żądać wznowienia postępowania wyłącznie w terminie 5 lat od uprawomocnienia się orzeczenia, z wyjątkiem przypadku, gdy strona była pozbawiona możności działania lub nie była należycie reprezentowana. 

### Wymogi dotyczące skargi
W skardze o wznowienie wskazuje się zaskarżone orzeczenia, podstawę wznowienia i jej uzasadnienie uzasadnienienie zachowania terminu na wniesienie skargi i wniosek dot. orzeczenia (o uchylenie lub zmianę). Skarga kierowana do Naczelnego Sądu Administracyjnego jest objęta przymusem adwokackim. Może ją sporządzić także rzecznik patentowy (w sprawach własności przemysłowej) albo doradca podatkowy (w sprawach dot. obowiązków podatkowych i celnych i ich egzekucji).

### Badanie i rozpoznawanie skargi
Zasady badania pod względem formalnym skargi i jej rozpoznawania są zbliżone do rozwiązań z Kodeksu postępowania cywilnego. Uwzględnienie skargi może skutkować uwzględnieniem skargi do wojewódzkiego sądu administracyjnego, jej oddaleniem, odrzuceniem albo umorzeniem postępowania.